# Charles Robinson Ashby Wallis
Charles Robinson Ashby Wallis, britanski general, * 1898, † 1962.